# FC Inde Hahn
Der FC Inde Hahn ist ein Sportverein, der im Süden der Stadt Aachen im Stadtteil Hahn beheimatet ist. Sein Name leitet sich vom Fluss Inde ab, der durch den Ort fließt.

## Geschichte
Der Verein wurde 1946 zunächst ausschließlich als Fußballverein gegründet. In der Saison 2016/17 nehmen drei Senioren-Mannschaften (Mittelrheinliga, Kreisliga) und vierzehn Jugendmannschaften am Spielbetrieb teil. Eine Traditions-Mannschaft trägt regelmäßig Freundschaftsspiele aus. In den 1980er- und 1990er-Jahren war eine Damenmannschaft für den Club erfolgreich und stieg 1996 in die Verbandsliga, die damals dritthöchste deutsche Damen-Spielklasse, auf.
1969 wurde eine Damen-Freizeitgruppe ins Leben gerufen, die seither regelmäßig mit Gymnastikübungen und Volleyballspielen aktiv ist. Im Jahr 1988 kam eine gemischte Volleyballgruppe namens „Crazy Chicken“ hinzu, die gelegentlich an Turnieren teilnimmt. Seit 2002 wird auf einer vereinseigenen Anlage mit stetig steigender Teilnehmerzahl Boule gespielt. 2003 wurde der Lauftreff Inde Hahn ins Leben gerufen, der seitdem regelmäßig im Frühsommer den Hahner Kitzenhauslauf veranstaltet, der mehrfach zur schönsten Veranstaltung der internationalen Laufserie Rur-Eifel-Volkslauf Cup gewählt wurde. Ergänzt wurde das Breitensport-Angebot im Jahr 2005 durch eine Fitness-Gruppe und im Jahr 2016 durch eine Cheerleading-Gruppe namens „Inde Panthers“.
Im Jahr 2005 schloss sich eine Lacrosse-Mannschaft dem Verein an, die 2006 die deutsche Meisterschaft erringen konnte und über Jahre hinweg zu den besten vier deutschen Herrenteams zählte. Zur Lacrosse-Abteilung gehörten auch ein Damen- und ein Junioren-Team. Sowohl die Damen als auch die Herren spielten in der Bundesliga West des Deutschen Lacrosse Verbands DLaxV. Das Herrenteam stellte zur damaligen Zeit einen Großteil der deutschen Lacrosse-Nationalmannschaft, die regelmäßig an Welt- und Europameisterschaften teilnimmt. Im Jahr 2012 wechselte die gesamte Lacrosseabteilung zum VfL 1905 Aachen e. V.

## Erfolge
- Deutscher Meistertitel des Lacrosse-Teams im Jahr 2006
- Aufstieg der Herren-Fußballmannschaft in die Mittelrheinliga im Jahr 2016
- Aufstieg der Damen-Fußballmannschaft in die Verbandsliga im Jahr 1996
- Wahl zur Aachener Mannschaft des Jahres bei der Sportlerwahl der Aachener Nachrichten und Aachener Zeitung im Jahr 2013
- Gewinn des Fußball-Kreispokal-Wettbewerbs der Städteregion Aachen in den Jahren 2013 und 2014
- Gewinn der Aachener Fußball-Stadtmeisterschaft im Jahr 2013
- Aufstieg der Tischtennis-Mannschaft in die 1. Kreisklasse im Jahr 1990